# 熊本日産自動車
熊本日産自動車株式会社（くまもとにっさんじどうしゃ）は、熊本県熊本市に本社を置く、日産自動車の販売会社である。

## 沿革
- 1936年（昭和11年）- 熊本国産自動車（熊本日産自動車の前身）を創立[3]。
- 1946年（昭和21年）11月30日 - 熊本日産自動車設立。
- 2011年（平成23年）9月1日 - 日産ネットワークホールディングスが経営していた「日産プリンス熊本販売」の株の過半数を買収し子会社化する。
- 2012年（平成24年）11月1日 - 人吉支店を移転オープン（日産プリンス熊本販売人吉店およびカーランド人吉店と統合）。
- 2013年（平成25年）1月3日 - 日赤通り支店オープン。
- 2020年（令和2年）6月5日 - 菊陽·大津支店オープン。

## 事業所

### 日産
- 熊本支店/熊本市西区上熊本2丁目4番15号
- 東バイパス支店/熊本市北区弓削4丁目10番30号
- 日赤通り支店/熊本市東区長嶺南4丁目5番1号
- 南支店/熊本市南区平田2丁目18番20号
- 浜線支店/熊本市南区田井島1丁目10番1号
- 北支店/熊本市北区下硯川町2196
- 菊陽·大津支店/菊池郡菊陽町津久礼2668-1
- 八代インター支店/八代市上片町1695
- 八代支店/八代市旭中央通り16-11
- 人吉支店/人吉市上薩摩瀬町1444-3
- 玉名支店/玉名市岱明町西照寺680-1
- 宇城支店/宇土市松山町字諏訪4385
- 天草支店/天草市瀬戸町70
- ユーカーズ熊本/熊本市中央区段山本町2-8
- ユーカーズ天草/天草市瀬戸町65-3

### 日産レンタカー
- 熊本日産レンタカー本社/熊本市西区花園1-6-6
- 空港営業所/上益城郡益城町大字小谷1802-2
- 竜田口営業所/熊本市中央区黒髪7丁目14（田上自動車内）
- 天草営業所/天草市瀬戸町70（熊本日産自動車天草支店内）
- 八代営業所/八代市旭中央通り16-11（熊本日産自動車八代支店内）
- 人吉営業所/人吉市上薩摩瀬町1444-3（熊本日産自動車人吉支店内）

### ルノー
- ルノー熊本/熊本市西区上熊本2丁目4番15号

## 熊本県内の他日産車販売店
- 日産プリンス熊本販売